# 高雄捷運紅線

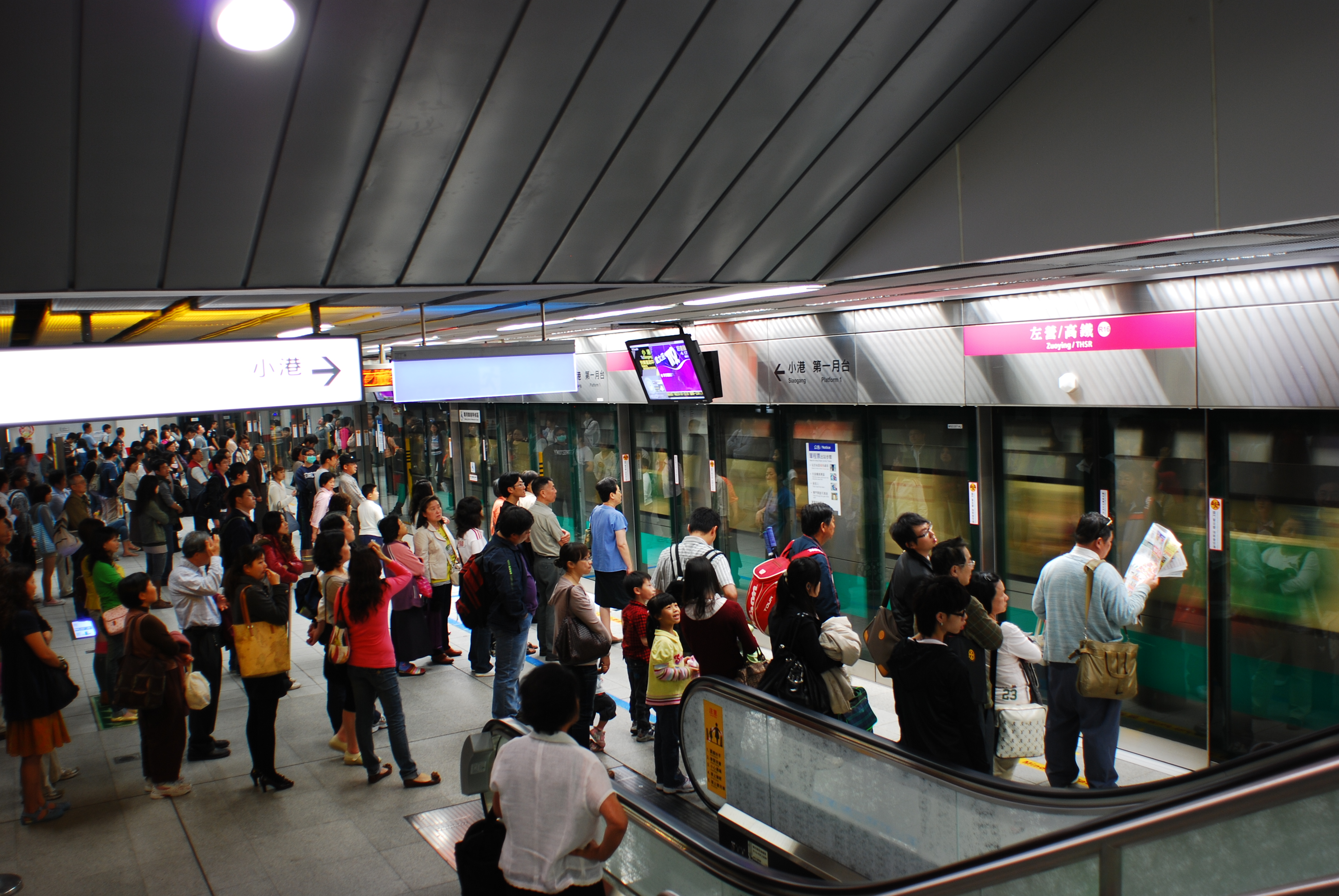
紅線左營站月台

高雄捷運紅線（簡稱紅線）是臺灣高雄市高雄捷運首期兩條路線中的南北向路線，亦是臺灣首條連絡機場的捷運系統，另一條是東西向的高雄捷運橘線，兩線於市中心中山、中正路交叉處地下的美麗島站交會，乘客可在此於兩線間轉乘。
在高雄紅線捷運最初營運路線車站裡，紅線北起橋頭火車站，橋頭火車站以南至世運站皆為高架站，沿途經過橋頭糖廠、高雄新市鎮、楠梓車站、高雄都會公園、楠梓科技產業園區、高雄國家體育場。穿過半屏山後轉為地下車站，至小港站沿途經過高鐵左營站、高雄巨蛋商圈（巨蛋站）、愛河之心、台鐵高雄車站、大港埔圓環（美麗島站）、五福商圈（中央公園站）、三多商圈（三多商圈站）、夢時代商圈、前鎮河、南機廠（草衙站）、高雄國際機場（高雄國際機場站），最後至位於小港區商業中心的南端終點小港站。橋頭火車站至小港站的路線於2008年3月9日通車。
除了營運中的路線外，高雄捷運亦有規劃由北端橋頭火車站往北延伸至湖內區的岡山路竹延伸線，和由南端延伸至林園區的小港林園線。岡山路竹延伸線沿途將經過路竹中心區域、南部科學工業園區高雄園區（路竹科學園區），及岡山市區、阿公店溪。此延伸線計畫以高架方式興建，並採用與本線相同的高運量系統。南岡山站（今岡山高醫站）在紅線動工後才決定包括在初期計畫裡，但未在最初始紅線車站施工計畫，高雄捷運以通車部分虧損仍高等理由，興建意願不高，直到高雄縣、高雄市政府介入協商後，於2010年4月22日取得共識，而在2010年7月3日動工，2012年12月23日通車，2013年5月行政院接續核定推動南岡山站（今岡山高醫站）至岡山車站的第一階段延伸線。而第一階段延伸線土建已於2018年11月11日開工，2024年6月30日通車。第二階段延伸線將視財政、運量逐步推動。小港林園線因運量和成本問題而屬遠期計畫，初步決定採用與主線相同的高運量系統（以中運量的運量規模營運）。
在可行性研究報行政院核定時，原先核定至R2中鋼東門站，R1大坪頂站則因大坪頂新市鎮計畫的延滯和成效不彰，故取消設站。R2站則是為了預留後續興建形式之彈性而在捷運局最後呈報交通部時取消，不過中鋼東門站在後來的延伸線計畫中恢復設置。
除了營運初期的高雄車站外，所有紅線高運量車站皆以可容二組六節車廂停靠來設計，以容納未來的運量需求（但岡山路竹延伸線第二階段與小港林園線的車站則全面改以僅容納一組三節車的月台長度來規劃）。於2008年通車一併啟用的捷運高雄車站因台鐵鐵路地下化工程需要，只興建可停一組三節車廂的臨時站體，可停六節車廂的永久站體與高雄車站新地下站體一併施工，至2018年秋天高雄車站新地下化站體第一期工程已大致完工，捷運高雄車站也遷入永久站體營運，不過因工程勘驗較台鐵站體順利，而於早台鐵約一個月的9月5日啟用，高雄車站新地下站體於2024年12月28日完工啟用。
紅線R3小港站至RK1岡山車站是以高運量建設，但高雄鐵路地下化前高雄車站臨時站捷運月台僅能停靠1組3節車廂，且考慮運量不高，目前暫時以中運量模式1組3節營運，待紅橘線日運量達45萬人次之標準，才會提升至高運量2組6節的模式營運。

## 歷史

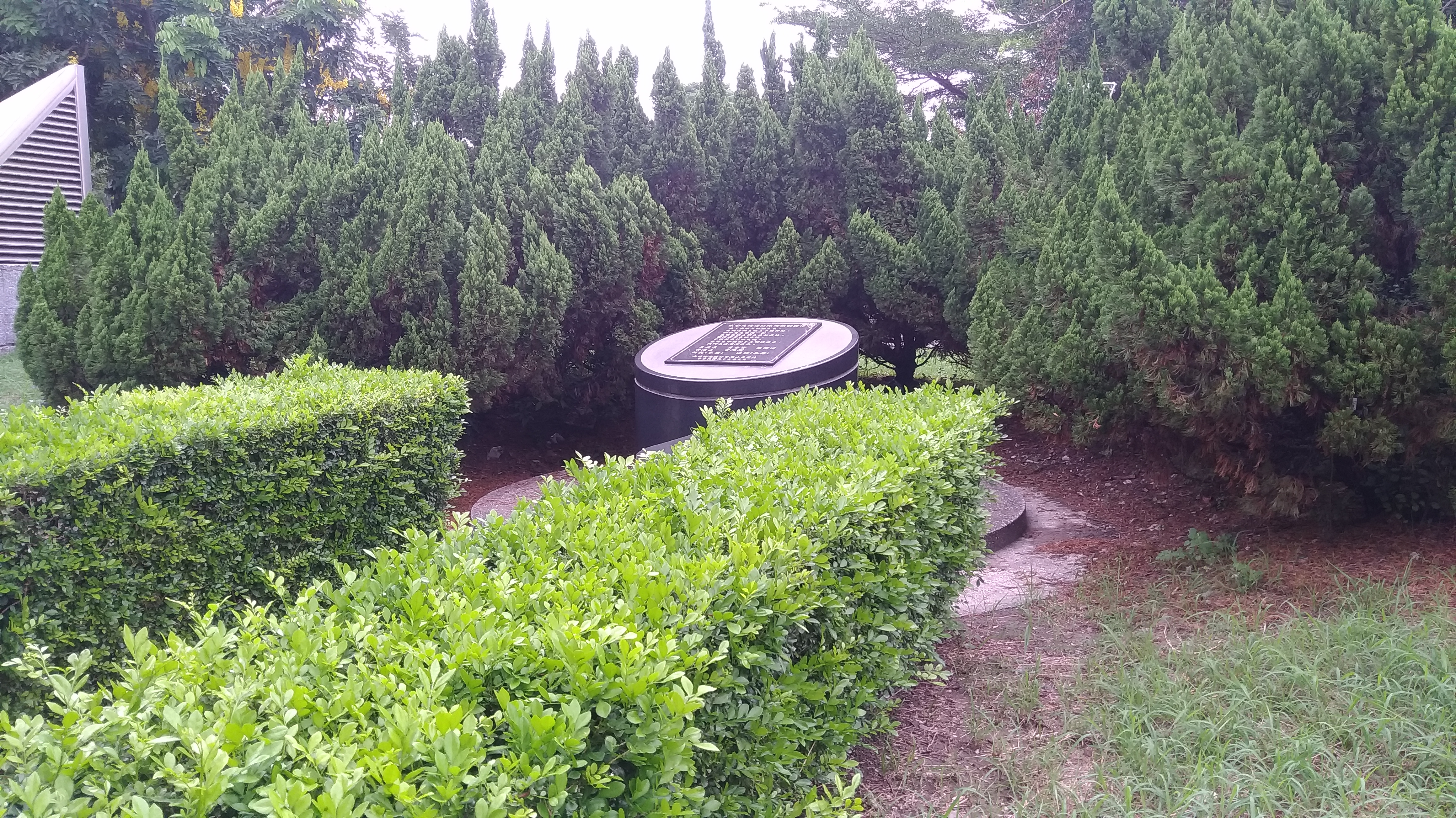
為紀念因建造捷運而殉職之勞工所設的紀念碑，設立於2008年1月，位於高雄勞工公園，緊鄰捷運紅線獅甲站的3號出口。

高雄捷運紅線的規劃始於1988年的《高雄都會區大眾運輸系統調查、分析、改善及捷運系統可行性研究規劃》裡的初期紅、橘、藍、棕四條路線之一，並於1991年1月由行政院核定為高雄捷運第一期第一階段辦理項目兩條路線之一，另一條為東西向的橘線。1995年3月，由於市議會多數議員因當時高雄市的交通堵塞並不嚴重，而對鉅資興建捷運的必要感到懷疑，在審查捷運局預算時刪除了人事、行政等業務費用以外的全部預算，使得原以傳統政府發包興建的高雄捷運陷入停滯。一直到1998年6月行政院指示高雄捷運的興建方式「請儘量以民間興建營運後轉移模式（BOT）辦理為宜」，相關事務的變更亦得到市議會同意後，捷運局才得以於1999年2月依據《獎勵民間參與交通建設條例》
，正式展開「徵求民間參與高雄都會區大眾捷運系統紅、橘線路網建設案」招商工作，並於同年5月選出由以中國鋼鐵與德國西門子為首的「高雄捷運公司」取得優先議約權，隔年1月高雄捷運公司與市政府簽訂興建營運及開發合約，高雄捷運邁入實際動工執行階段。
高雄捷運紅線工程首先於2001年10月24日在小港站動工。2006年11月，小港站至三多商圈站段首先完成土建和機電工程，開放團體申請試乘。除少數細部工程外，紅線大部分工程於2008年2月完工，小港站至三多商圈站段完成履勘，在全線完成履勘前開放供民眾免費搭乘。3月9日，紅線全線由橋頭火車站至小港站通車啟用（不含美麗島站），供民眾免費試乘29天至4月7日，之後正式收費。
由於位於北機廠裡的南岡山站在紅線動工後才決定包括在初期計畫裡，捷運公司以通車部分虧損仍高等理由，興建意願不高，直到高雄縣、高雄市政府介入協商後，於2010年4月22日取得共識，三方同意交由高捷公司興建，最快於2012年底完工通車。行政院經建會也於6月7日通過「高雄捷運紅橘線修正計畫」，核准達11.73億元的興建經費。南岡山站於2010年7月3日動工，2012年12月23日通車。
2013年5月行政院核定優先推動南岡山站至岡山車站的第一階段延伸線。而第一階段延伸線土建已於2018年11月11日開工，需待第二階段機電系統完工後整合通車。2023年4月12日，行政院正式核定第二B階段綜合規劃報告，總經費逾146億元。
2023年11月21日，高雄捷運紅線的岡山路竹延伸線第一階段，而在2024年6月30日完工通車北沿到岡山車站，紅線楠梓加工區站、南岡山站，也同於在2024年6月30日岡山車站完工通車，分別更名為楠梓科技園區站、岡山高醫站。

### 路線通車時間表
| 年份   | 日期     | 通車區間                            | 階段                   |
| ------ | -------- | ----------------------------------- | ---------------------- |
| 2008年 | 3月9日   | 小港站-橋頭火車站（不含美麗島站）   | 紅線（主線）           |
| 2008年 | 9月14日  | 美麗島站                            | 紅線（主線）           |
| 2012年 | 12月23日 | 橋頭火車站-南岡山站（今岡山高醫站） | 紅線（主線）           |
| 2018年 | 9月5日   | 高雄車站（永久站）                  | 紅線（主線）           |
| 2024年 | 6月30日  | 岡山高醫站-岡山車站                 | 紅線（岡山路竹延伸線） |

## 車站
| 路線           | 路線   | 編號 | 名稱         | 名稱 | 站體型式 | 所在地 | 所在地                 | 交會路線                                         |
| 路線           | 路線   | 編號 | 中文         | 英文 | 站體型式 | 所在地 | 所在地                 | 交會路線                                         |
| -------------- | ------ | ---- | ------------ | ---- | -------- | ------ | ---------------------- | ------------------------------------------------ |
| R 紅線         |        |      |              |      |          |        |                        |                                                  |
| 岡山路竹延伸線 |        | RK8  | 大湖         |      | 高架     | 高雄市 | 湖內區                 | 預計延伸至臺南捷運紅線                           |
| 岡山路竹延伸線 |        | RK7  | 路竹         |      | 高架     | 高雄市 | 路竹區                 | 不適用                                           |
| 岡山路竹延伸線 |        | RK6  | 南路竹       |      | 高架     | 高雄市 | 路竹區                 | 不適用                                           |
| 岡山路竹延伸線 |        | RK5  | 台鋼科技大學 |      | 高架     | 高雄市 | 路竹區                 | 不適用                                           |
| 岡山路竹延伸線 |        | RK4  | 高雄科學園區 |      | 高架     | 高雄市 | 路竹區                 | 不適用                                           |
| 岡山路竹延伸線 |        | RK3  | 本洲產業園區 |      | 高架     | 高雄市 | 岡山區                 | 不適用                                           |
| 岡山路竹延伸線 |        | RK2  | 岡山農工     |      | 高架     | 高雄市 | 岡山區                 | 不適用                                           |
| 岡山路竹延伸線 |        | RK1  | 岡山車站     |      | 高架     | 高雄市 | 岡山區                 | 臺灣鐵路縱貫線南段                               |
| 主線           |        | R24  | 岡山高醫     |      | 地面     | 高雄市 | 岡山區                 | 不適用                                           |
| 主線           |        | R23  | 橋頭火車站   |      | 高架     | 高雄市 | 橋頭區                 | 臺灣鐵路縱貫線南段                               |
| 主線           |        | R22A | 橋頭糖廠     |      | 高架     | 高雄市 | 橋頭區                 | 不適用                                           |
| 主線           |        | R22  | 青埔         |      | 高架     | 高雄市 | 橋頭區                 | 紫線                                             |
| 主線           |        | R21  | 都會公園     |      | 高架     | 高雄市 | 楠梓區                 | 不適用                                           |
| 主線           |        | R20  | 後勁         |      | 高架     | 高雄市 | 楠梓區                 | 不適用                                           |
| 主線           |        | R19  | 楠梓科技園區 |      | 高架     | 高雄市 | 楠梓區                 | 不適用                                           |
| 主線           |        | R18  | 油廠國小     |      | 高架     | 高雄市 | 楠梓區                 | 不適用                                           |
| 主線           |        | R17  | 世運         |      | 高架     | 高雄市 | 楠梓區                 | 不適用                                           |
| 主線           |        | R16  | 左營         |      | 地下     | 高雄市 | 左營區                 | 臺灣高速鐵路 · 臺灣鐵路縱貫線南段：新左營 · 紫線 |
| 主線           |        | R15  | 生態園區     |      | 地下     | 高雄市 | 左營區                 | 不適用                                           |
| 主線           |        | R14  | 巨蛋         |      | 地下     | 高雄市 | 左營區                 | 不適用                                           |
| 主線           |        | R13  | 凹子底       |      | 地下     | 高雄市 | 左營區                 | 環狀輕軌：愛河之心                               |
| 主線           | 鼓山區 | R13  | 凹子底       |      | 地下     | 高雄市 |                        | 環狀輕軌：愛河之心                               |
| 主線           |        | R12  | 後驛         |      | 地下     | 高雄市 | 三民區                 | 不適用                                           |
| 主線           |        | R11  | 高雄車站     |      | 地下     | 高雄市 | 三民區                 | 臺灣高速鐵路 · 臺灣鐵路縱貫線南段－屏東線        |
| 主線           |        | R10  | 美麗島       |      | 地下     | 高雄市 | 新興區                 | 橘線                                             |
| 主線           |        | R9   | 中央公園     |      | 地下     | 高雄市 | 新興區                 | 不適用                                           |
| 主線           | 前金區 | R9   | 中央公園     |      | 地下     | 高雄市 |                        | 不適用                                           |
| 主線           |        | R8   | 三多商圈     |      | 地下     | 高雄市 | 苓雅區                 | 黃線                                             |
| 主線           | 前鎮區 | R8   | 三多商圈     |      | 地下     | 高雄市 |                        | 黃線                                             |
| 主線           |        | R7   | 獅甲         |      | 地下     | 高雄市 | 不適用                 |                                                  |
| 主線           |        | R6   | 凱旋         |      | 地下     | 高雄市 | 環狀輕軌：前鎮之星     |                                                  |
| 主線           |        | R5   | 前鎮高中     |      | 地下     | 高雄市 | 黃線                   |                                                  |
| 主線           |        | R4A  | 草衙         |      | 地下     | 高雄市 | 不適用                 |                                                  |
| 主線           |        | R4   | 高雄國際機場 |      | 地下     | 高雄市 | 不適用                 | 小港區                                           |
| 主線           |        | R3   | 小港         |      | 地下     | 高雄市 | 不適用                 | 小港區                                           |
| 小港林園線     |        | RL1  | 中鋼東門     |      | 地下     | 高雄市 | 不適用                 | 小港區                                           |
| 小港林園線     |        | RL2  | 臨海工業區   |      | 地下     | 高雄市 | 不適用                 | 小港區                                           |
| 小港林園線     |        | RL3  | 鳳鼻頭       |      | 地下     | 高雄市 | 不適用                 | 小港區                                           |
| 小港林園線     |        | RL4  | 中坑門       |      | 地下     | 高雄市 | 不適用                 | 林園區                                           |
| 小港林園線     |        | RL5  | 港子埔       |      | 地下     | 高雄市 | 不適用                 | 林園區                                           |
| 小港林園線     |        | RL6  | 林園         |      | 地下     | 高雄市 | 不適用                 | 林園區                                           |
| 小港林園線     |        | RL7  | 林園工業區   |      | 高架     | 高雄市 | 預計直通運行林園東港線 | 林園區                                           |

### 轉乘站
已投入使用
- 岡山車站：轉乘台鐵岡山車站。紅線建設時已新增連通道以達成站內轉乘的目的。
- 橋頭火車站：轉乘台鐵橋頭車站。紅線建設時已考慮兩線連通道的接入，可站內轉乘。
- 左營站：轉乘高鐵左營站、台鐵新左營車站和紫線（規劃中）。紅線建設時已預留兩線之連通道，其中與臺鐵月台之連通道已啟用；但與高鐵之連通道尚未開通，目前需站外轉乘由出口1通行。
- 凹子底站/愛河之心站：轉乘環狀輕軌。因兩線票制不同，為出閘轉乘。
- 高雄車站：轉乘台鐵高雄車站。兩線轉乘大廳已於2024年12月28日通車啟用。
- 美麗島站：轉乘橘線。兩線同步建設，為十字型島側節點轉乘，並設有紅、橘的聯絡線。
- 凱旋站/前鎮之星站：轉乘環狀輕軌。因兩線票制不同，為出閘轉乘。

即將成為轉乘站的車站
- 三多商圈站：轉乘黃線。紅線建設時已預留原規劃棕線的換乘空間（在三多圓環正下方），惟棕線規劃已取消，現預留空間將給黃線使用，預計為十字型島島節點轉乘；若建成啟用，將成為除紅、橘兩線以外換乘最為方便的一站。
- 前鎮高中站：轉乘黃線。紅線建設時未作出預留，基本設計中將調整付費區區域，使轉乘可免出閘門。
- 青埔站：轉乘紫線。

放棄預留結構的車站
- 凹子底站：高雄捷運紅線建設時有預留原規劃藍線的轉乘空間，惟現時已取消規劃，預留結構從而遭致閒置。

## 接駁公車
為了拓增服務範圍，捷運紅線各站除了部分既有公車路線增停外，另新設以捷運站為主要起訖站的接駁公車路線，以捷運路線顏色加數字為名，如紅1、紅10、紅72等，並依使用狀況定期檢討、調整。部分通勤需求大的醫院、學校、工業區也開設有接駁專車與捷運站直接轉乘，如臨海工業區、高雄女中等。以下為各路線列表。
- 紅1
  - A路線：高雄餐旅大學（松華路）- 捷運小港站
  - B路線：高雄餐旅大學（校區）- 捷運小港站
- 紅2
  - A路線：小港站 - 鳳鼻頭
- 紅3（林園幹線）
  - A路線：小港站 - 林園區公所（經鳳鳴路）
  - B路線：小港站 - 林園區公所
  - C路線：小港站 - 林園區公所（不繞西溪路）
  - D路線：小港站 - 林園區公所（不繞西溪路、宏平路）
  - E路線：小港站 - 林園區公所（經鳳鳴路不繞西溪路）
- 紅5：捷運小港站 - 中智路郵局
- 紅6：捷運草衙站 - 小港站
- 紅7
  - A路線：后安路 - 孔宅
  - B路線：后安路 - 孔宅（延駛紅毛港）
  - C路線：后安路 - 孔宅（延駛漁業署）
- 紅8
  - A路線：小港站 - 輔英科大
  - B路線：小港站 - 輔英科大（去程延駛昭明）
  - C路線：小港站 - 輔英科大（返程延駛昭明）
  - E路線：小港站 - 昭明變電所（區間車，不經大寮區公所）
- 紅9（旗津幹線）
  - A路線：前鎮站 - 旗津輪渡站
  - B路線（假日區間）：旗津海水浴場 - 海洋探索館
  - C路線（假日觀光公車）：旗津海水浴場 - 旗津海岸公園
- 紅10：前鎮高中 - 鳳山轉運站
- 紅11：過埤派出所 - 樹人路
- 紅12
  - A路線：瑞豐站 - 前鎮站
  - B路線：捷運凱旋站 - 高雄科技產業園區
- 紅21：建軍站 - 捷運三多商圈站
- 紅27：高雄火車站 - 中都
- 紅28：客家文物館 - 汾陽路口（部分班次察哈爾街口發車）
- 紅29：捷運後驛站 - 陽明國小
- 紅30：澄清湖棒球場 - 高雄車站
- 紅31：金獅湖站 - 高雄車站
- 紅32
  - A路線：捷運凹子底站 - 大榮中學
- 紅33（明誠幹線）：台鐵內惟站 - 台鐵鳳山站
- 紅35
  - A路線：金獅湖站 - 捷運凹子底站
  - A路線（繞崇實社區，不經左營南站）：金獅湖站 - 捷運凹子底站
  - B路線：金獅湖站 - 捷運凹子底站
- 紅36（裕誠幹線）：先勝路口 - 文藻外語大學
- 紅50：捷運生態園區站 - 榮總側門
- 紅52（原E05西城快線）：台鐵新左營站 - 中山大學
- 紅53梓官幹線
  - 主線：台鐵新左營站 - 蚵仔寮漁港（經捷運世運站，不經高雄大學）
  - 副線：台鐵新左營站 - 蚵仔寮漁港（直達車，經左營高中）
  - 區間：台鐵新左營站 - 援中國小（原紅55）
- 紅56
  - A路線：捷運楠梓科技園區站 - 高雄大學
  - B路線：捷運楠梓科技園區站 - 高雄大學（經德民黃昏市場）
  - C路線：捷運楠梓科技園區站 - 藍田路口（區間直達車）
- 紅57：東六街口 - 創意南路
- 紅57區：捷運楠梓科技園區站（園區內） - 捷運楠梓科技園區站（園區內）
- 紅58
  - A路線：捷運都會公園站 - 高雄科大第一校區
  - B路線：捷運都會公園站 - 燕巢區公所
  - C路線：捷運都會公園站 - 楠梓高中（區間直達車）
- 紅60
  - A路線：高鐵左營站 - 加昌站
  - B路線：高鐵左營站 - 加昌站
- 紅61：高鐵左營站 - 長庚醫院
- 紅62
  - A路線：捷運凹子底站 - 仁武高中
  - B路線：高鐵左營站 - 大社區公所
- 紅65：捷運岡山高醫站 - 燁聯鋼鐵
- 紅66：捷運岡山高醫站 - 永安工業區
- 紅67A：捷運岡山高醫站 - 高雄科學園區
- 紅67B：捷運岡山高醫站 - 順安宮
- 紅68
  - A路線：捷運岡山高醫站 - 漢翔公司（部分班次延駛大莊里）
  - B路線：捷運岡山高醫站 - 漢翔公司（經岡山轉運站）
- 紅69：捷運岡山高醫站 - 岡山高中
- 紅70
  - A路線：捷運岡山高醫站 - 田寮區公所
  - B路線：捷運岡山高醫站 - 隆后宮
- 紅71
  - A路線：捷運岡山高醫站 - 茄萣區公所（過大湖火車站先往湖內）
  - B1路線：捷運岡山高醫站 - 茄萣區公所（過大湖火車站先往茄萣）
  - B2路線：捷運岡山高醫站 - 茄萣區公所（興達國小發車）
  - C路線：加昌站 - 捷運岡山高醫站
  - D路線：捷運岡山高醫站 - 東方技術學院
- 紅72：捷運岡山高醫站 - 梓官區公所
- 紅73
  - A路線：岡山轉運站 - 阿蓮區公所
- 紅75：捷運岡山高醫站 - 安樂宮（彌陀）
- 紅76：捷運岡山高醫站 - 永安區公所
- 紅78：捷運岡山高醫站 - 南寮
- 紅79：捷運岡山高醫站 - 鹽田

## 延伸線
- 岡山路竹延伸線：岡山路竹延伸線預定由岡山高醫站往北延伸[參⁠ 8]，將採用和主線相同的高運量系統，預定與主線直通營運。原僅規劃設置6站，但2011年1月7日重新評估後，認為應在路竹市區增設一站以擴大服務範圍[參⁠ 9]，因而增設路竹站，並將原本的東豐站改名「南路竹站」。2012年市政府決定在臺鐵大湖車站附近增設大湖站一站[參⁠ 10]。2013年5月行政院核定將優先推動南岡山站到岡山車站的第一階段[參⁠ 11]，以服務廣大岡山地區，但經建會於7月以規劃不周詳等理由退回延伸案其他部分[參⁠ 12]，建議視運量需求和財政狀況逐站推動。
- 小港林園線
- 林園東港線
- 沙崙延伸線
- 新市鎮支線：延伸高雄新市鎮（橋頭）二期、橋頭科學園區

### 已取消的延伸線
- 奇美延伸線：捷運局原先規劃此延伸線，由岡山路竹延伸線北端續接，大致沿著中山路、二仁路（台1線）到台南奇美博物館，計劃採用和主線相同的高運量系統鋪設。但台南捷運亦規劃紅線向南延伸至大湖站，兩線路線重疊，最後於雙城論壇中確定由臺南捷運紅線延伸，故捷運局取消奇美延伸線的規劃，改規劃沙崙延伸線，延伸到台南高鐵站[參⁠ 13]。
- 永安延伸線：捷運局2015年規劃時有此線，從南岡山站往北再延著阿公店溪往西接上市道186號，然後經過本洲工業區、永安工業區，再往北進高雄科學園區，共11座車站。然而其後願景圖這條路消失。[參⁠ 14][參⁠ 15]

#### 大坪頂延伸線

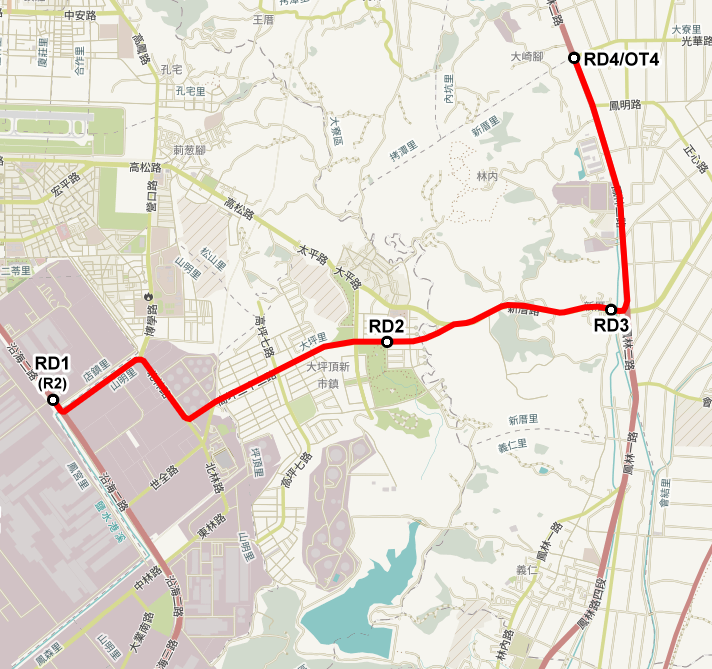
大坪頂延伸線

大坪頂延伸線為高雄捷運已廢止的一個計畫，原規劃為紅線直通的高運量延伸線，規劃設置4座車站（含中鋼站），為服務高雄新市鎮大坪頂特定區所規劃，不過後來因為大坪頂新市鎮延滯和成效不彰，最後無疾而終。
高雄市升格院轄市後，便有在小港區東側丘陵地大坪頂重劃為新市鎮的計劃（大坪頂特定區與高坪特定區），以近於服務臨海工業區、高雄縣大寮鄉大發工業區，原預定完成後大坪頂可容納15萬人口，高坪可容納4.5萬人口。1984年，由高雄市政府工務局都市計畫科（今高雄市政府都市發展局）委託交通部運輸計畫委員會研擬《高雄都會區大眾捷運系統長期發展建議路網》的專案中，三個方案就有兩個方案將中運量紅線終點設在大坪頂，而最終建議路網，中運量紅線雖將終點設於高鳳、高松路口，但遠期計劃仍有沿著高松路延伸至大坪頂的路線。

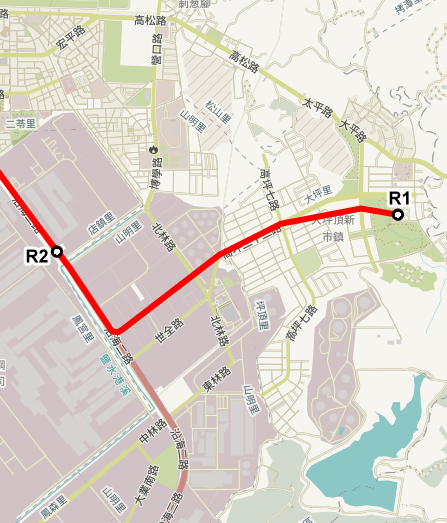
美國顧問公司原提出的紅線最南兩站位置

1988年8月，高雄市政府委託美國路易士伯格國際工程顧問公司進行路網規劃；隔年11月，該公司於《高雄都會區大眾運輸系統調查、分析、改善及捷運系統可行性研究規劃》專案提出高雄捷運路網紅橘藍棕線四線，其中紅線南端終點設於大坪頂。由於當時大坪頂新市鎮仍為延宕狀態，尚未開始重劃；1991年1月，行政院僅核定紅線南至臨海工業區站，而大坪頂站列為遠期延伸路線。一直到1990年代後期，大坪頂新市鎮才開始重劃。
高雄市捷運局於1998年12月委託顧問公司進行《高雄都會區大眾捷運系統長期路網運輸規劃》專案，並在2001年4月完成路網建議報告報行交通部，隔年8月核轉行政院。該專案中將大坪頂延伸線略做修改，從新國際機場延伸線中鋼站出發，沿利昌街、北林路、高坪二十二路進大坪頂，終於大坪頂站，全線採高架高運量系統，長4.959公里，與紅線直通運轉。另一方案則為再從大坪頂站繼續往東延伸，沿著新厝路到大寮鄉，然後沿台25線往北終於光華路口，轉乘大寮延伸線。全線長10.508公里，採高運量系統與紅線直通運轉。因大坪頂站東側坡度較大，若大坪頂站仍採高架，則至RD3站間的落差過大；因此在這方案中，大坪頂站改為地下車站，來減低往東至RD3站的落差。
然而上述兩方案經過評估，均不具經濟效益，因此專案不建議興建。2003年12月捷運局再委託顧問公司辦理後續細節設計的《高雄都會區大眾運輸系統工程計畫長期路網規劃作業》專案中，已再無大坪頂延伸線，而大寮鄉南側，改由大寮延伸線再往南延伸來服務。

#### 新國際機場延伸線
高雄捷運新國際機場延伸線又稱「填海造陸實施計畫延伸線」，為高雄捷運已廢止的一個計畫，原規劃為紅線直通的高運量延伸線，規劃設置7座車站（含小港站），為服務高雄新國際機場（南星計畫區）所規劃，不過後來因為新機場計畫停止，本線也宣告計畫終止。
1996年高雄市市長吳敦義基於高雄國際機場腹地不足，無法擴建，提出由南星計畫區填海造陸二期做為新國際機場用地，因此相關捷運延伸線列入規劃。高雄市政府捷運工程局於1998年12月委託顧問公司進行《高雄都會區大眾捷運系統長期路網運輸規劃》專案，並在2001年4月完成路網建議報告報行交通部，隔年8月核轉行政院。該專案中提出了「填海造陸實施計畫延伸線」，即俗稱的新國際機場延伸線，規劃為紅線直通的高運量路線，沿著台17線設置，從小港站後出土高架，設置1990年曾規劃的R2臨海工業區站（在此專案中改名為「中鋼站」），其後在中林路、中利街、鳳鳴路口設置站點，並在中利街口可轉乘當時規劃的輕軌林園延伸線。之後從鳳鼻頭漁港南側往南建橋跨海，再轉為往西北入新國際機場，於國內、國際航廈各設一站。全線總長10.7公里，共7站。該路線預定等填海造陸計畫完成，開始興建國際機場時一併規劃及興建，並評估以當時小港區及高雄市林園區人口成長率，以及高雄國際機場使用率，認為此延伸線使用高運量系統仍具經濟效益。
然而後來新國際機場計畫進度緩慢，2003年12月捷運局再委託顧問公司辦理後續細節設計的《高雄都會區大眾運輸系統工程計畫長期路網規劃作業》專案中，已無新國際機場延伸線的規劃，小港站已改為直接接上林園延伸線。2007年台灣高鐵通車，成功轉移台灣西部的南北航空客運需求，既有的高雄國際機場之容量即足以供餘下航線使用，因而新機場計畫取消，新國際機場延伸線也再無復活可能。